# Hans-Joachim Borzym
Hans-Joachim Borzym (ur. 7 stycznia 1948 w Brandenburgu) – niemiecki wioślarz reprezentujący NRD, brązowy medalista olimpijski.

## Kariera
Wystąpił na igrzyskach olimpijskich w Monachium w 1972, gdzie osada NRD w składzie: Hans-Joachim Borzym, Jörg Landvoigt, Harold Dimke, Manfred Schneider, Hartmut Schreiber, Manfred Schmorde, Bernd Landvoigt, Heinrich Mederow i Dietmar Schwarz (sternik) zdobyła brązowy medal. W finale o o 2,73 sekundy wyprzedziła ich osada Nowej Zelandii i o 0,06 sekundy osada USA. Był to jego jedyny start olimpijski.
Po zakończeniu kariery był trenerem, otworzył też własny sklep sportowy.
Był zawodnikiem klubu SC Dynamo Poczdam.
Jego żona, Petra Grabowski także była wioślarką.